# 文書研究
文書研究 (英: Documentary research)とは、学術研究の視点や議論の裏付けをするために、外部の情報源、文書を使用することである。

## 概要

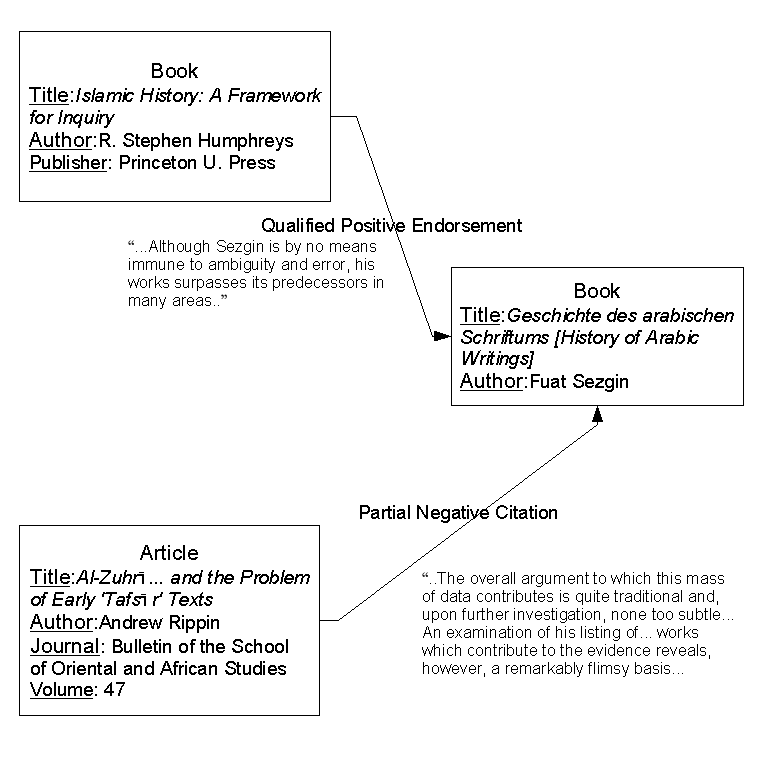
引用 / 典拠の関係を示したテキストマップ

文書研究のプロセスとして、文書の概念化、文書の使用、および文書の評価などが挙げられる。文書研究における文書の分析は、定量的分析または定性的分析のいずれか（または両方）になる。研究で文書を使用する場合は、文書の種類による重要な問題と、文書が信頼できる情報源として使用できるかを考慮する必要がある。 